# Alberto Luís Lopes
Alberto Luís Lopes (— fevereiro de 1995) foi um cavaleiro tauromáquico português. 
Filho do cavaleiro António Luís Lopes, recebeu deste a alternativa de cavaleiro tauromáquico, em 12 de Julho de 1942, na Monumental do Campo Pequeno. Além das praças de Portugal, atuou também em Espanha e na América Latina, nomeadamente na Venezuela, Colômbia e México. Mais tarde radicou-se em El Puerto de Santa Maria, onde teve uma afamada coudelaria. Atuou pela última vez em Portugal em 1987, na praça de toiros de Coruche.